# 포스 아웃
야구에서 포스 아웃(forth out)은 반 이닝 동안 이미 세 개의 아웃 (야구)이 나온 후 수비 측이 합법적으로 아웃을 기록하는 것을 말한다. 규칙에 따르면 세 번째 아웃은 공이 데드볼이 되지 않는다. 만약 야수들이 득점을 막는 후속 아웃을 기록한다면, 이 아웃은 겉보기에 세 번째 아웃보다 우선하여 기록된 세 번째 아웃이 된다. 공이 아직 살아있는 동안 수비 측이 어필에 성공하면 심판은 (보통) 기존의 세 번째 아웃을 대체하는 임시 포스 아웃을 선언한다. 통계적 목적으로 겉보기에 세 번째 아웃은 "취소"되고 포스 아웃의 결과가 대신 기록된다. 비디오 판독 어필의 등장으로 추가 아웃을 기록하는 새로운 근거가 등장했다. 바로 이전 아웃이 어필로 취소되는 것을 방지하기 위한 것이다. 이러한 포스 아웃 상황은 한 이닝에서 네 개의 삼진 (야구)이 나오는 상황과는 다르다.

## 같이 보기
- 포스 플레이